# Driewegsluis Nijetrijne
De Driewegsluis is een sluis bij Nijetrijne in de Nederlandse provincie Friesland.
De schutsluis is van het type driewegsluis, waarvan er drie in Nederland bekend zijn (ook in Gouda en Groningen). De sluis werd in 1927 gebouwd naar ontwerp van de Provinciale Waterstaatsdienst en verving de Helomasluis en Helomasas uit 1775. De sluiskolk van 45 m lengte en 14 m breedte heeft drie uitgangen: aan de noordzijde naar de Helomavaart (Jonkers- of Helomavaort) en twee aan de zuidzijde naar de Linde. Voor de uitgang naar het bovenpand van de Linde is in de kolk een knik (dwarse kop) gemaakt. De sluis had met het weren van opstuwend zeewater uit de Zuiderzee ook een zeewerende functie. Bij de sluis is later een sluiswachterswoning gebouwd.

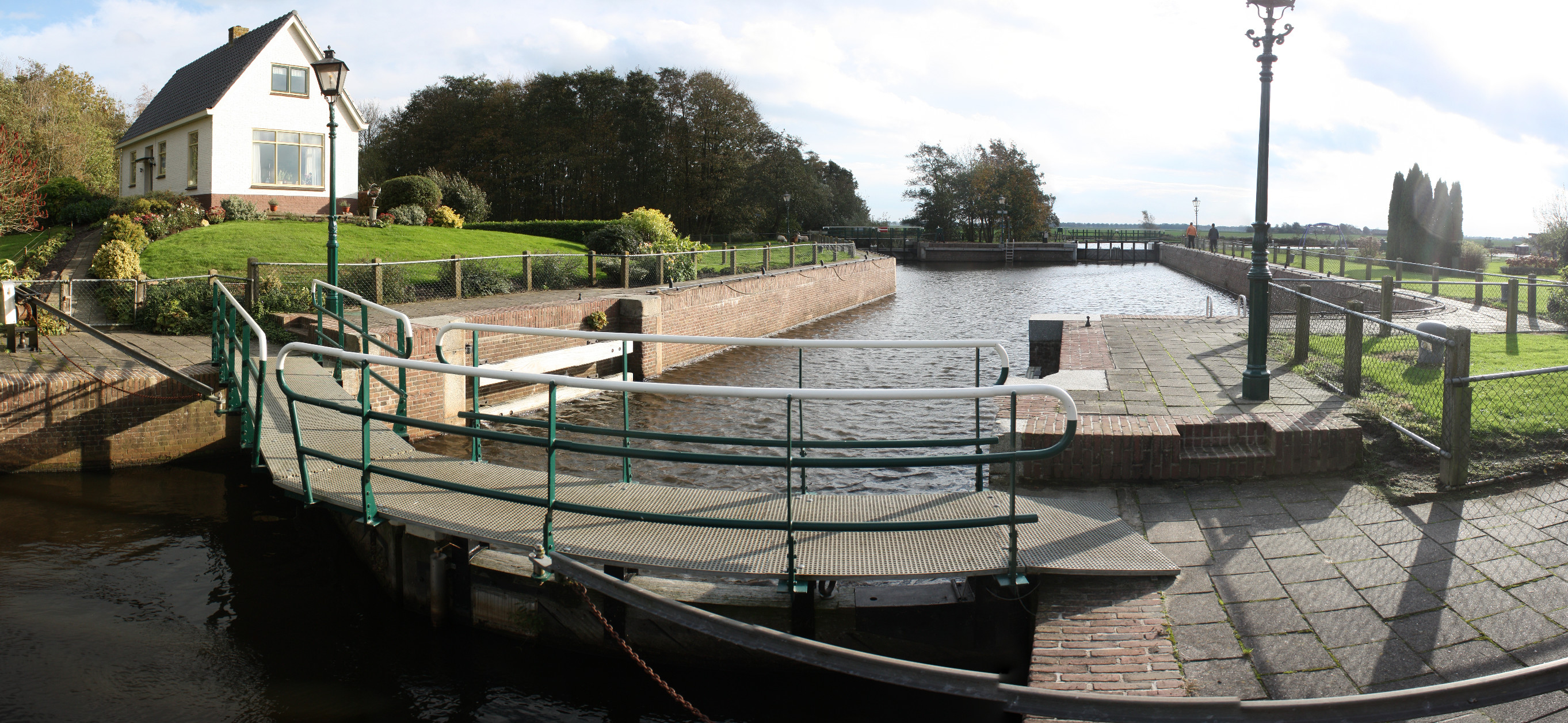
Driewegsluis in zuidelijke richting
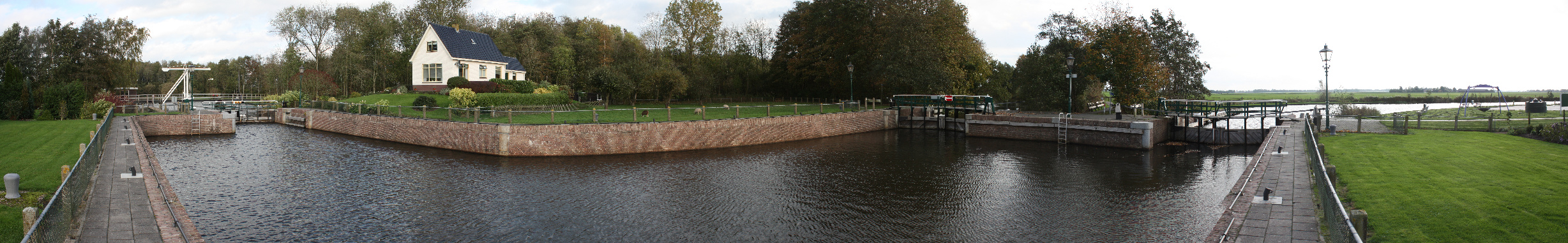
Links de deuren naar de Jonkers- of Helomavaart en rechts naar de Linde, richtingen Wolvega en Kuinre.

Door afsluiting van het bovenpand van de Linde en de aanleg van de Mr. H.P. Linthorst Homansluis in 1973 werd de Driewegsluis overbodig. De sluis is sinds 1998 een rijksmonument.

## Bediening
Deze sluis wordt normaliter niet bediend, maar bij onderhoud van de naastgelegen Mr H.P. Linthorst Homansluis kan men door de driewegsluis varen. De Helomavaart en Boven-Linde zijn tegenwoordig met een verbindingskanaal ten oosten van de sluis met elkaar verbonden, waardoor het waterpeil bij die twee uitgangen gelijk is.